# Christopher Wandesford (2e vicomte Castlecomer)
Christopher Wandesford, 2e vicomte Castlecomer (2 mars 1684 - 23 juin 1719) est un homme politique irlandais qui siège au Parlement irlandais en 1707 et à la Chambre des communes britannique entre 1710 et 1719.

## Biographie
Il est le fils de Christopher Wandesford (1er vicomte Castlecomer). Il fait ses études au Trinity College, à Dublin en 1702.
Wandesford est député de St Canice au Parlement d'Irlande entre juillet et septembre 1707. Il succède à son père le 15 septembre 1707. Le 25 avril 1710, il est nommé membre de Conseil privé d'Irlande et gouverneur de Kilkenny à partir de 1715.
Aux Élections générales britanniques de 1710, il est élu au Parlement en tant que député de Morpeth mais perd son siège en 1713. Aux Élections générales britanniques de 1715 il est nommé député de Ripon et siège jusqu'à sa mort en 1719. Il est secrétaire à la guerre en 1718,.
Il épouse Frances Pelham, fille de Thomas Pelham (1er baron Pelham) et de Grace Holles, le 31 mai 1715. Il est décédé à l'âge de 35 ans et son fils unique, Christopher, lui succède.